# Dvärgsötväppling

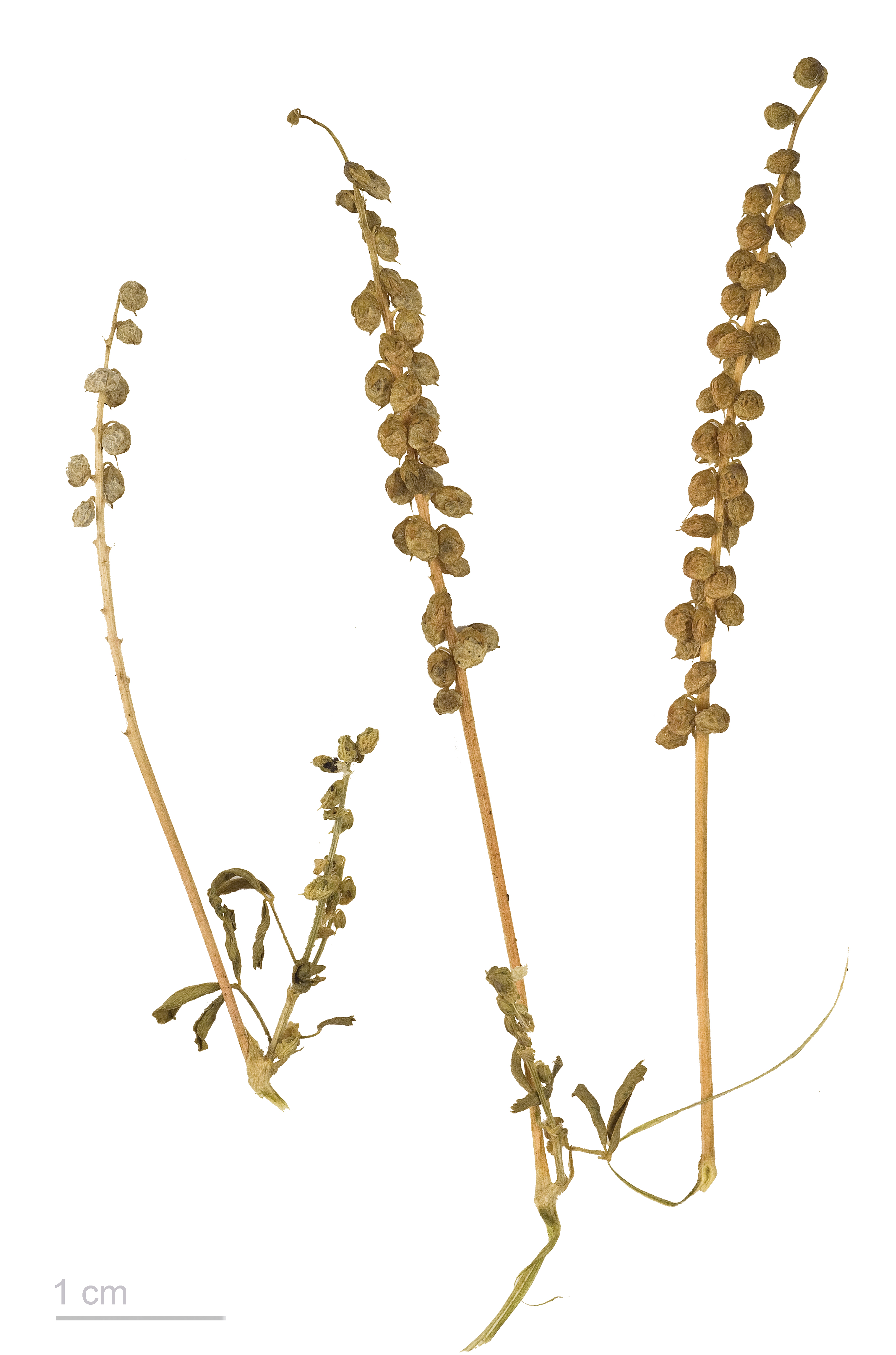
Melilotus indicus

Dvärgsötväppling (Melilotus indicus) är en växtart i familjen ärtväxter.
Kronbladen är blekt gula.